# Geron marius
Geron marius är en tvåvingeart som beskrevs av Wray Merrill Bowden 1980. Geron marius ingår i släktet Geron och familjen svävflugor.
Artens utbredningsområde är Namibia. Inga underarter finns listade i Catalogue of Life.